# The Peanut Butter Falcon
The Peanut Butter Falcon är en amerikansk dramakomedi från 2019. Filmen är regisserad av Tyler Nilson och Michael Schwartz, som även har skrivit manus.
Filmen har premiär i Sverige den 20 mars 2020, utgiven av Noble Entertainment.

## Handling
Filmen är en äventyrshistoria om en ung man med Downs syndrom som heter Zak (22). Han flyr från sitt vårdhem för att jaga sin dröm om att bli en professionell brottare genom att gå på brottningsskolan The Salt Water Redneck. Genom omständigheter utanför deras kontroll blir den fredlösa mannen Tyler (32) Zaks osannolika tränare och vän. Tillsammans slingrar de sig genom träsk, undviker fångst, dricker whisky, fångar fisk och övertygar Eleanor (28), en snäll vårdhemsanställd med en egen historia, att följa med dem på deras resa.

## Rollista (i urval)
- Shia LaBeouf – Tyler
- Zack Gottsagen – Zak
- Dakota Johnson – Eleanor
- John Hawkes – Duncan
- Bruce Dern – Carl
- Jon Bernthal – Mark
- Thomas Haden Church – The Salt Water Redneck
- Yelawolf – Ratboy
- Mick Foley – Jacob
- Jake "The Snake" Roberts – Sam